# Cantó de Saint-Gilles-Croix-de-Vie
El cantó de Saint-Gilles-Croix-de-Vie és un cantó francès del departament de la Vendée, situat al districte de Les Sables-d'Olonne. Té 14 municipis i el cap es Saint-Gilles-Croix-de-Vie.

## Municipis
- L'Aiguillon-sur-Vie
- Brem-sur-Mer
- Brétignolles-sur-Mer
- La Chaize-Giraud
- Coëx
- Commequiers
- Le Fenouiller
- Givrand
- Landevieille
- Notre-Dame-de-Riez
- Saint-Gilles-Croix-de-Vie
- Saint-Hilaire-de-Riez
- Saint-Maixent-sur-Vie
- Saint-Révérend

## Història
| Data d'elecció                           | Identitat            | Partit                         | Qualitat |
| ---------------------------------------- | -------------------- | ------------------------------ | -------- |
| 1951-1970                                | M. Garreau           | MPR, després CD                |          |
| 1970-1987                                | Louis Caiveau        | Divers droite, després UDF-CDS |          |
| 1987-2008                                | Jean-Claude Merceron | UDF-CDS                        |          |
| 2008-                                    | Marietta Trichet     | Divers droite                  |          |
| les dades anteriors no són pas conegudes |                      |                                |          |
|                                          |                      |                                |          |

| A partir de 1990: Població sense dobles comptes |